# Consell Regional de Martinica
El Consell Regional de Martinica (en francès: Conseil régional de la Martinique) era l'assemblea deliberant elegida de la regió d'ultramar de Martinica. Era format per 41 membres elegits cada sis anys. Tenia competències a nivell local, comerç, desenvolupament, ensenyament primari i secundari, i audiovisuals, però no en justícia, política monetària ni defensa. La seva seu era a Fort-de-France.
Es va substituir per l'Assemblea de Martinica en 2016.

## Presidents
- Camille Petit (1974-1983)
- Aimé Césaire, PPM (1983-1988)
- Camille Darsières, PPM (1988-1992)
- Émile Capgras, PCM (1992-1998)
- Alfred Marie-Jeanne, MIM (1998-2010)
- Serge Letchimy, PPM (2010-2015)